# 大形村 (新潟県)
大形村（おおがたむら）は、かつて新潟県中蒲原郡にあった村。1943年6月1日の新潟市への合併によって消滅し、現在は新潟市東区の一部となっている。
以下の記述は合併直前当時の旧大形村に関しての記述であり、現在では名称等が異なる場合がある。なお、ここに記述されていない内容に関しては新潟市などの記事を参照。

## 概要
1901年（明治34年）から1943年（昭和18年）まで存在し、村役場は海老ヶ瀬に設置された。

### 地名について
現在の新潟市東区河渡本町にある大形神社より見渡した土地は低湿地帯であり、かつては潮の干満によって大きな沼地が現れ、大きな潟の様であった様子から「大潟」となり、最終的に「大形」となった説が有力である。

## 歴史
- 1877年（明治10年）3月15日 - 海老ヶ瀬村と海老ヶ瀬新田が合併し、海老ヶ瀬村となる。
- 1877年（明治10年）6月23日 - 寺山新田と石仏新田が合併し、寺山新田となる。
- 1889年（明治22年）4月1日 - 町村制施行にともなう合併により、松島村と日本岡村が発足。

| 松島村   | 海老ヶ瀬村、逢谷内新田、寺山新田、津島屋村、松崎村、河渡新田 |
| 日本岡村 | 岡山村、石動新田、本所村、中興野村、一日市村                 |

- 1898年（明治31年）2月4日 - 松島村が分裂し、新松島村と三箇村が発足。

| 新松島村 | 津島屋村、松崎村、河渡新田       |
| 三箇村   | 海老ヶ瀬村、逢谷内新田、寺山新田 |

- 1901年（明治34年）11月1日 - 新松島村、三箇村、日本岡村が合併し、大形村となる。
- 1943年（昭和18年）6月1日 - 新潟市へ編入。（大形村消滅）

## 行政

### 歴代村長
- 齋藤藤作[2][3][4][5]（1933年ごろ - 1935年ごろ）
- 菅文一[6][7][8]（1940年ごろ - 1943年5月31日 ）

## 学校

### 小学校
大形小学校の起源となる大形尋常小学校は大正12年4月1日、海老ケ瀬、本所、松崎、津島屋の4つの尋常小学校の合併により誕生する。
これら4校の尋常小学校の中では海老ケ瀬校の設置がもっとも古く、明治8年5月の設置である。
1941年（昭和16年）の国民学校令の施行により、大形村大形国民学校と改称し、その後1943年の新潟市への編入に伴い新潟市立大形国民学校と改称。

## 交通

### 鉄道路線
現在は旧村域に東日本旅客鉄道（JR東日本）白新線大形駅が設置されているが、当時は未開通。